# セロハンテープ

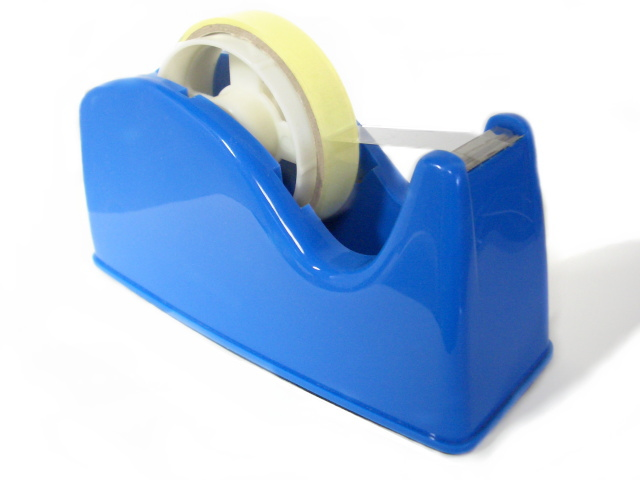
セロハンテープとテープカッター

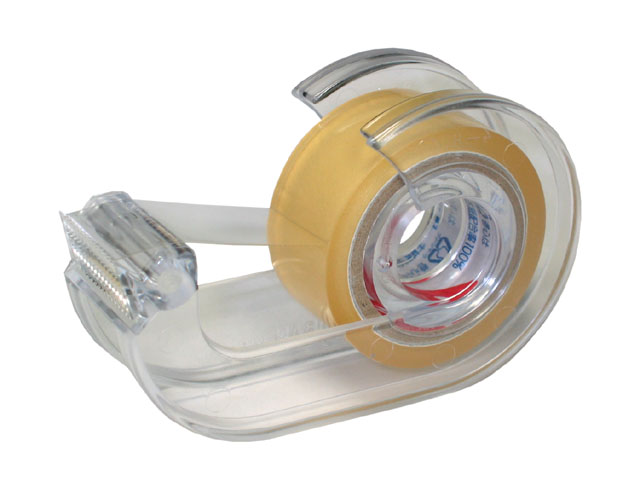
小型のセロハンテープ

セロハンテープ (cellophane tape) は、基材（支持体）となるセロファンの片面に接着剤を塗り、帯状にしたもの。通常の製品は、それを巻き取った巻物状にして供給される。セロファンテープ、セロファン粘着テープとも呼ばれ、無色透明の製品のほか色付きのものも販売されている。なお、OPP(延伸ポリプロピレンフィルム)テープとは別である。
また、テープ両面に接着剤を塗ったものは両面テープと呼ばれる。

## 商標
一般的に普及している「セロテープ」という呼称は、ニチバンの登録商標である。
同様にアメリカ合衆国や韓国でも商標名の Scotch Tape、イギリスでも商標名である Sellotape で呼ばれる。

## 機能・用途
通常はテープカッターあるいはテープディスペンサーと呼ばれる刃のついた台にセロハンテープを装着して使う。帯状になったセロハンテープの端を引っ張ると、設置されたテープが回転してはがれるようになっており、これをテープカッターについた刃で切断する。切り取られたテープ用途は紙を含む広範囲に及ぶ。
巻き取られた状態のテープがべたつかずに片面だけはがれるように剥離材などが塗られており、油性マジックなどで書き込みが出来るようにつや消しに仕上げたものもある。
ビニール類のようにも見えるが、セロファンはほぼ純粋な植物セルロース繊維由来素材であり紙ゴミと分別の必要が無く環境対応を先取りした製品である。一方、水分を5～15％ほど含み吸湿性があるため湿度変化により伸び縮みを生じて、剥がれや貼りつけてある紙にも歪みが起こり、耐久性は高くない。古くなると水分や柔軟剤が抜けて収縮し、淡褐色に変化して脆くなる。水に濡れると強度が落ちる。耐水セロファンは合成樹脂でコーティングしたものであるため環境対応性では劣る。

## 歴史
1930年、アメリカ合衆国の3M社によって開発された。元々は、荷物を輸送中の湿気から守るために、防湿効果のあるセロファンを活用しようとしたものだが、この用途では製品化されず、テープでの製品化となった。
戦後、GHQが事務用にアメリカ本国から輸送していたが、医療用絆創膏メーカーであったニチバン（当時：日絆工業株式会社）に製造を打診。ニチバンが1ヶ月後に試作品を持っていくと、あまりに早かったので驚かれたという逸話がある。

## 国内メーカー
以下の4社が自社で製造し販売している主要メーカーとなっている。
- ニチバン -「セロテープ」
- 積水化学工業 -「セキスイセロテープ」
- 日東電工 -「Nitto（ニットウ）セロハンテープ」
- 共和 -「pylon（パイロン）セロハン粘着テープ」